# Aspitates alba
Aspitates alba là một loài bướm đêm trong họ Geometridae.